# Mappa dell'empatia
La mappa dell'empatia è uno strumento di visualizzazione ampiamente utilizzato nel campo della User Experience (UX) e dell'Interazione uomo-computer (HCI). In relazione al design empatico, lo scopo principale di una mappa dell'empatia (altresì conosciuta con il termine inglese di "empathy map") è quello di creare un ponte tra il sito web e la comprensione dell'utente finale. Quando applicata, la mappa dell'empatia diviene uno strumento collaborativo finalizzato a comprendere i pensieri e le emozioni di un determinato gruppo target. La mappa dell'empatia rende più consapevoli per tutto ciò che riguarda la clientela e serve a aiuta a trovare un orientamento per le attività imprenditoriali.

## Struttura
La mappa dell'empatia tradizionale inizia con quattro categorie: dice, pensa, agisce e sente. Al centro della mappa viene visualizzato un utente o una persona per ricordare agli operatori e agli stakeholder quale sia il tipo di individuo al centro della ricerca. Ogni categoria della mappa dell'empatia rappresenta un'istantanea dei pensieri e dei sentimenti dell'utente, senza alcun ordine cronologico. 
- Dice: questa categoria contiene ciò che l'utente dice ad alta voce durante la ricerca o il test. Idealmente, ogni punto è scritto nella maniera più simile possibile alle parole originali dell'utente.
- Pensa: questa categoria contiene ciò che l'utente pensa. Anche se il contenuto può sovrapporsi alla categoria "Dice", la categoria "Pensa" esiste per cogliere i pensieri che gli utenti potrebbero non voler condividere a causa di fattori sociali, come l'autocoscienza o l'educazione.
- Agisce: questa categoria contiene le azioni e i comportamenti dell'utente. Coglie ciò che l'utente sta facendo e le azioni che sta compiendo.
- Sente: questa categoria contiene lo stato emotivo dell'utente nel contesto della sua esperienza.

Con l'evolversi del tempo, la mappa dell'empatia è stata aggiornata per fornire maggiori informazioni all'interno del settore.
Le mappe dell'empatia possono variare nella forma, ma hanno elementi di base in comune. Oltre alle quattro categorie tradizionali sopra menzionate, la mappa dell'empatia può includere anche altre categorie, ad esempio:
- Vede: questa categoria contiene le informazioni che gli utenti hanno osservato visivamente. Può trattarsi di ciò che gli utenti vedono sul mercato o nell'ambiente circostante, di ciò che gli altri dicono e fanno o dei contenuti che guardano o leggono.
- Ascolta: questa categoria è ciò che l'utente ascolta e il modo in cui questo ha un impatto sul suo comportamento.